# Kepler-11
Kepler-11 és un estel similar al Sol amb un sistema d'almenys sis exoplanetes amb òrbites de període curts, es va anunciar el 2 de febrer del 2011. Està en la direcció de la constel·lació del Cigne i a prop de 2.000 anys llum de distància. Va ser descobert pel telescopi espacial Kepler. Els planetes es van anomenar alfabèticament, començant pel més intern: Kepler-11b, Kepler-11c, Kepler-11d, Kepler-11e, Kepler-11f, Kepler-11g.

## Planetes
Les estimacions de baixa densitat de planetes b - f implica que cap d'ells té una composició similar a la Terra, una significativa atmosfera d'hidrogen està indicada per a planetes d, e, i potser f, mentre que b i c probablement contenen importants quantitats de gel i/o H/He.

## Galeria de fotos i video

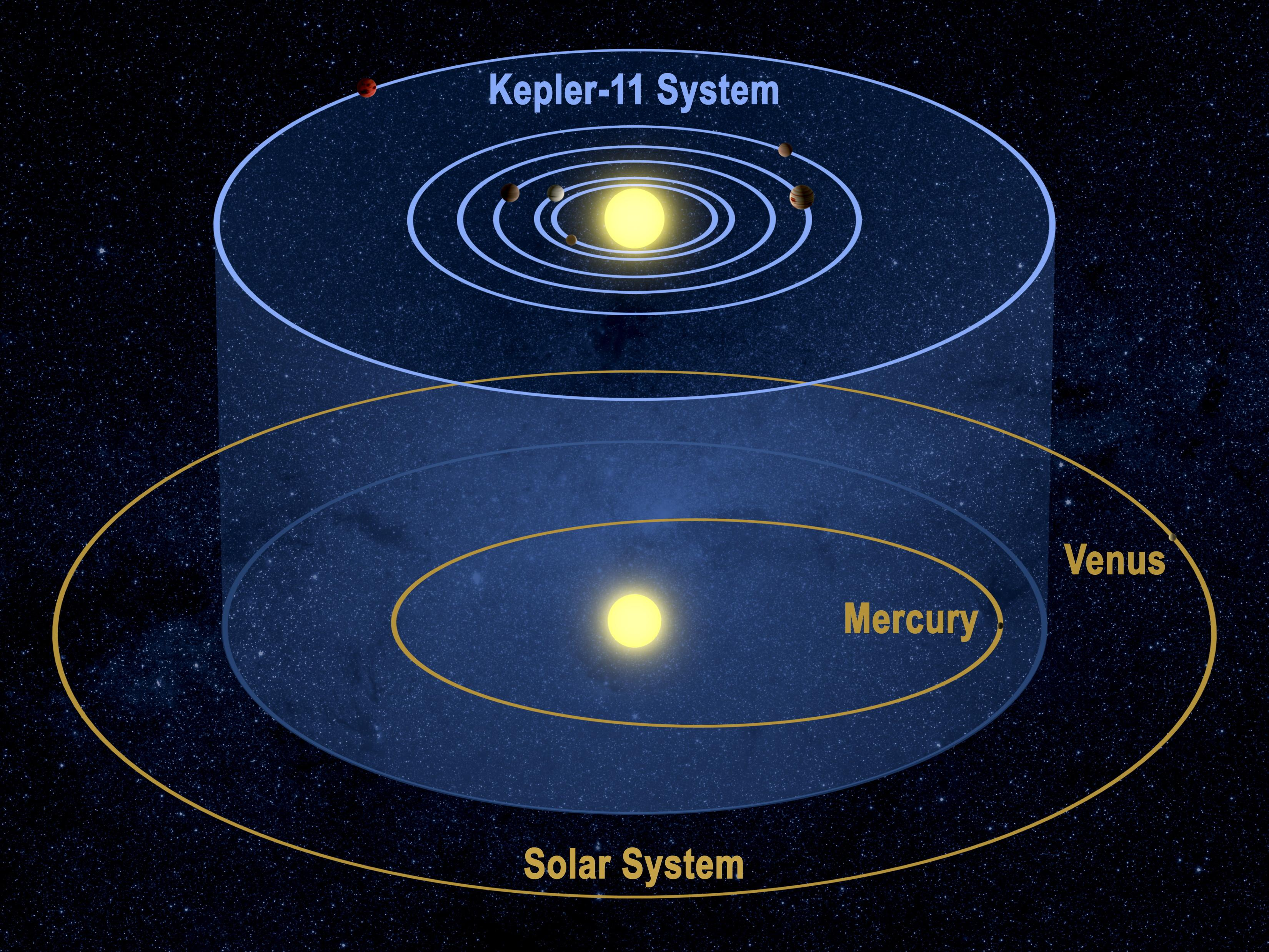
Aquesta concepció artística mostra el sistema planetari Kepler-11 i el nostre sistema solar des d'una perspectiva inclinada per demostrar que les òrbites de cada un es troben en plans similars.
- Animació: Kepler-11 i sis planetes que l'orbiten.
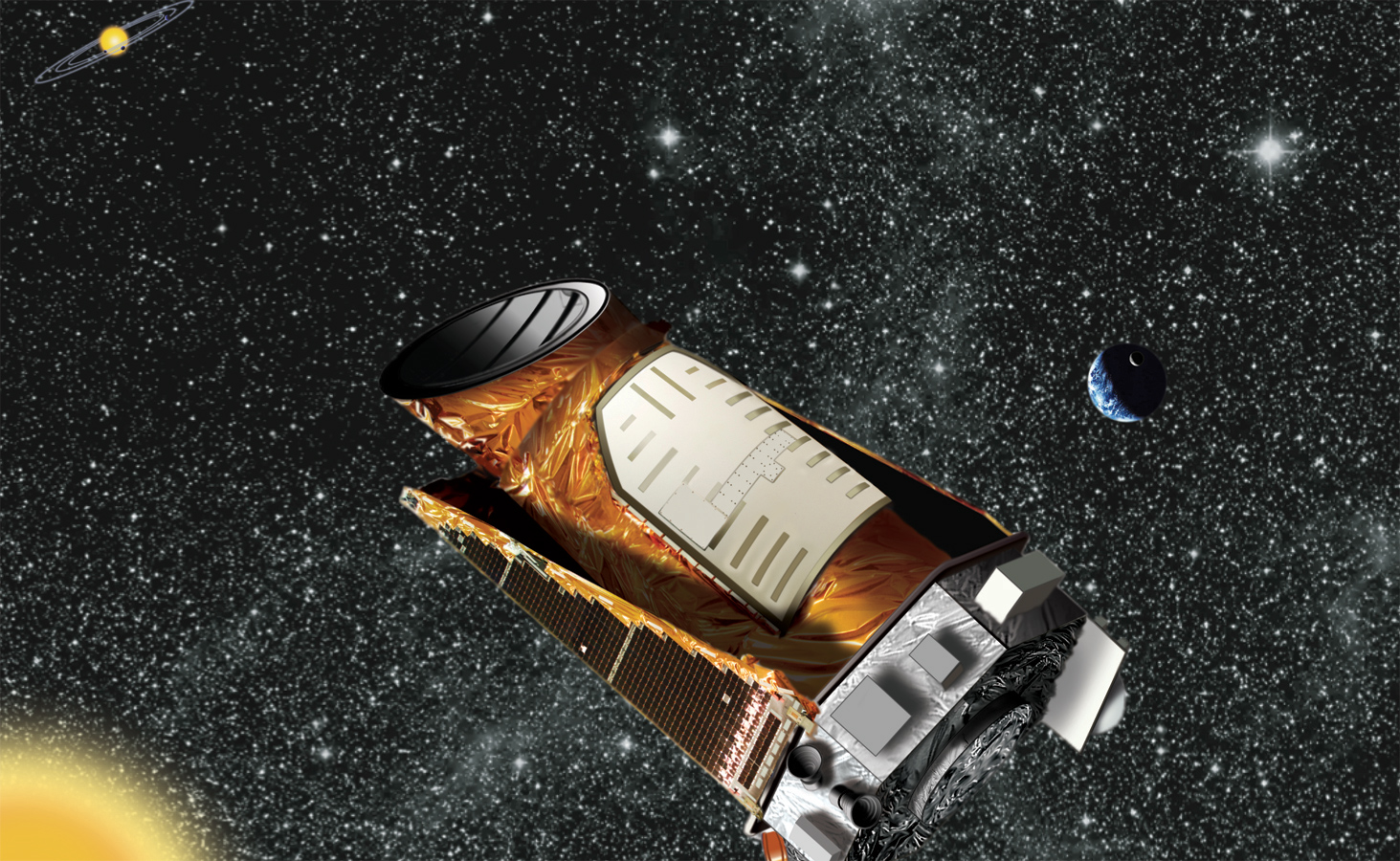
Concepció artística de la Missió Kepler al sistema solar distant.